# Theodóra Drákou
Pour les articles homonymes, voir Drákou.
Theodóra Drákou (grec moderne : Θεοδώρα Δράκου), souvent appelée Nóra Drákou (Νόρα Δράκου), née le 6 février 1992 à Patras, est une nageuse grecque, spécialiste de nage libre et de dos.
Elle participe aux Jeux olympiques d'été de 2012 sur 50 m nage libre où elle prend la seizième place.
Elle remporte deux médailles aux Jeux méditerranéens de 2009 et quatre médailles aux Jeux méditerranéens de 2013 dont l'or au 100 m nage libre.
Aux Championnats du monde 2015, elle atteint la finale du 50 mètres dos dont elle se classe huitième.
En 2016, elle est double finaliste aux Championnats d'Europe 2016, étant quatrième sur le 50 mètres dos et cinquième sur le 50 mètres nage libre. Elle prend part ensuite aux Jeux olympiques de Rio où elle termine 31e des séries du 50 mètres nage libre.
Lors des Jeux méditerranéens de 2018 à Tarragone, elle remporte trois médailles de bronze sur le 50 m dos, le 50 m nage libre et le relais 4 × 100 mètres 4 nages.
En juin 2024, à l'occasion des Championnats d'Europe de natation à Belgrade, elle remporte deux médailles d'argent sur le 50 m nage libre et le 50 m dos.